# Bergische Symphoniker

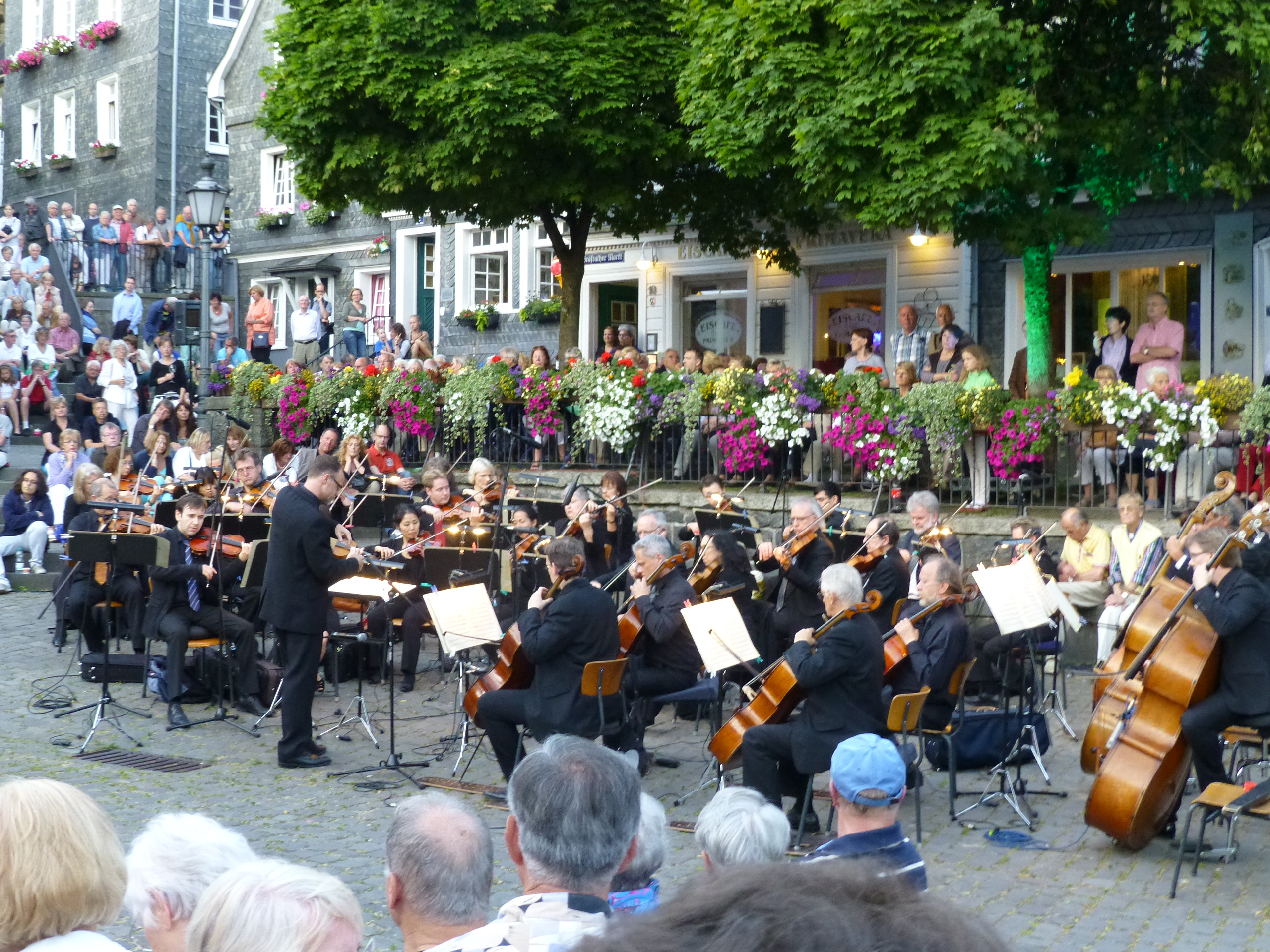
Die Bergischen Symphoniker auf einem Open-Air-Konzert am 20. Juli 2013 auf dem Gräfrather Marktplatz

Die Bergischen Symphoniker – Orchester der Städte Remscheid und Solingen GmbH – sind das gemeinsame Orchester der beiden Städte Remscheid und Solingen im Bergischen Land. Sie entstanden 1995 durch die Vereinigung der 1925 gegründeten Remscheider Symphoniker und des 1939 gegründeten Symphonieorchesters der Stadt Solingen. Von 2009 bis 2019 war Peter Kuhn Chefdirigent des Orchesters und Generalmusikdirektor beider Städte. Seit der Spielzeit 2019/2020 ist Daniel Huppert sein Nachfolger. Geschäftsführer der Orchester-GmbH ist Stefan Schreiner. Pro Spielzeit absolvieren die Bergischen Symphoniker in den beiden Städten sowie bei Gastspielen in Nordrhein-Westfalen und darüber hinaus rund 180 Auftritte in Konzertsaal und Musiktheater und sind damit eines der meistbeschäftigten Orchester in Deutschland.

## Geschichte

### Vorgeschichte
Die Geschichte der Bergischen Symphoniker geht bis auf das Jahr 1925 zurück. Zwei Jahre nach der Inflation rief der Oberbürgermeister von Remscheid, Walther Hartmann, drei bis heute bestehende Kulturinstitute ins Leben: das Städtische Heimatmuseum, das Stadtarchiv Remscheid und ein Städtisches Orchester. Ähnlich wie im benachbarten Solingen wurde das öffentliche Musikleben in der Industriestadt bis dahin vor allem von zahlreichen Gesangsvereinen getragen. Sinfoniekonzerte wurden von gastierenden Ensembles oder dem 1845 gegründeten Instrumentalverein gestaltet, einem Liebhaberorchester. Allerdings gab es seit 1884 in Person des Chorleiters Gustav Schwager bereits einen Musikdirektor, der sich seit 1906 als „Städtischer Musikdirektor im Ehrenamt“ bezeichnen durfte.

### 1925–1939
Die Situation änderte sich nach dem Ersten Weltkrieg, als das ehemalige Deutsche Theater Warschau in Remscheid ansässig wurde und im Schauspielhaus der Stadt mit den überwiegend nebenberuflichen Musikern des 1858 gegründeten Konzertvereins auch Werke des Musiktheaters zur Aufführung brachte. Als die Orchestermusiker 1925 wegen ihrer doppelten Belastung ihre Arbeit niederlegten, gründete Oberbürgermeister Walther Hartmann ein Städtisches Orchester mit zunächst 26 fest angestellten Berufsmusikern – im Jahr 1926 waren es bereits 30 Musiker – und ernannte den 25-jährigen Musiker, Musikpädagogen und Musikwissenschaftler Felix Oberborbeck zum Städtischen Musikdirektor. Durch die Gründung einer „Städtischen Schauspielhaus- und Orchester-GmbH“ wurde das Städtische Orchester an das 1919 eröffnete Schauspielhaus der Stadt gebunden, dessen Spielplan sich unter seinem Intendanten Ernst Müller-Multa nicht auf das Sprechtheater beschränkte, sondern auch Opern und Operetten zur Aufführung brachte.
Dabei kam das neu gegründete Orchester bis gegen Ende des Zweiten Weltkriegs ebenso zum Einsatz wie bei regelmäßigen Sinfoniekonzerten und städtischen Jugendkonzerten für die weiterführenden Schulen; sie bildeten von Anfang an einen festen Bestandteil in der Arbeit des Orchesters. Der studierte Schulmusiker Oberborbeck verband hier musikalische und pädagogische Ambitionen miteinander. Durch seine Verbindungen zur Musikhochschule und zum Rundfunk in Köln, für den er den musikalischen Schulfunk mitgestaltete, kam es auch zu gelegentlichen Radiosendungen solcher Jugendkonzerte. Bis heute gehört das musikpädagogische Wirken der Orchestermusiker unverzichtbar zur Arbeit der Bergischen Symphoniker. Die später, in den 1950er Jahren eingeführten regelmäßigen Besuche von Mitgliedern aller Orchestergruppen in den Schulen der Stadt zur Vorbereitung folgender Schulkonzerte fanden als „Remscheider Modell“ auch überregional Beachtung und Anerkennung.
Das 14 Jahre jüngere Symphonieorchester der Stadt Solingen hatte andere Ursprünge. Sie gehen bis ins Jahr 1929 zurück. Damals verloren infolge der Einführung des Tonfilms die örtlichen Kino-Musiker ihre Arbeit. Bis dahin war auch das Musikleben der Klingenstadt traditionell von den zahlreichen Chören am Ort getragen worden. Im Jahr 1929 trat der gebürtige Solinger Werner Saam, der bei Hermann Abendroth in Köln Orchesterdirektion studiert hatte, sein Amt als Städtischer Musikdirektor an. Damit hatten beide Städte also einen Musikdirektor, bevor sie sich einen eigenen Klangkörper leisteten. Das Orchester, das sich in Solingen aus den ehemaligen Filmmusikern bildete, durfte ab 1932 zwar den Namen „Städtisches Orchester“ führen, wurde aber von der Stadt finanziell nur unterstützt. Erst ab 1935 unterhielt die Klingenstadt gemeinsam mit Remscheid das „Bergische Landesorchester“, das als erster gemeinschaftlicher Klangkörper der beiden Nachbarstädte und damit als Vorläufer der heutigen Bergischen Symphoniker gelten kann.
In Remscheid war es durch die wirtschaftlichen Schwierigkeiten in den späten 20er und frühen 30er Jahre immer schwieriger geworden, ein eigenes Orchester zu finanzieren. Zeitweise musste die Zahl der Mitglieder auf 16 bzw. 18 Musiker reduziert werden. Infolge der Weltwirtschaftskrise sah sich die Stadt 1931 gezwungen, das städtische Schauspielhaus zu schließen und das Orchester aufzulösen. Allerdings war die Stadtspitze unter Oberbürgermeister Hartmann so weitblickend, das Orchester nur interimistisch und pro forma aufzugeben und die damals 32 Musiker mit Unterstützung des Arbeitsamtes als „Ehemaliges Städtisches Orchester“ (sogenanntes „Arbeitsamtsorchester“) am Ort zu halten. So konnte der Konzertbetrieb, wenn auch unter erheblichen persönlichen Opfern der Musiker, erst einmal weitergeführt werden.
Nachdem Felix Oberborbeck 1934 Direktor der Musikhochschule Weimar wurde, konnte im Jahr darauf mit Horst-Tanu Margraf eine Dirigentenpersönlichkeit von Rang als neuer Städtischer Musikdirektor in Remscheid gewonnen werden; nach dem Zweiten Weltkrieg wurde Margraf als Generalmusikdirektor in Halle an der Saale einer der Initiatoren der dortigen Händel-Festspiele. Unter dem neuen Intendanten des wieder eröffneten Schauspielhauses, Hanns Donadt, kam es 1935 zur Gründung einer „Bergischen Bühne Remscheid-Solingen GmbH“ und des „Bergischen Landesorchesters“, das auf Remscheider Seite von Margraf, in Solingen von Werner Saam geleitet wurde.

### 1939–1945
Die Theater- und Orchesterehe zwischen Solingen und Remscheid hielt allerdings nur bis 1939; damals zog sich die Stadt Solingen aus der Trägerschaft des Bergischen Landesorchesters zurück. In Solingen kam es zur Gründung eines eigenen Klangkörpers mit 38 – später 42 – Musikern, der in der Klingenstadt unter dem Namen „Städtisches Orchester“ auftrat, bei Auftritten im Umland aber als „Niederbergisches Landesorchester“ firmierte. Somit unterhielten beide Städte in der Zeit des Zweiten Weltkrieges wieder ein eigenes Orchester; die Stadt Remscheid betrieb das Bergische Landesorchester mit 52 Musikern weiter.
Die Namen der Solisten und Gastdirigenten, die schon in den ersten Jahrzehnten in den Sinfoniekonzerten beider Städte auftraten, unterstreichen das musikalische Niveau, das Remscheid wie Solingen mit der Unterhaltung eines professionellen Orchesters erreicht hatten. Unter den Pianisten finden sich Namen wie Elly Ney, Claudio Arrau und Wilhelm Kempff, Eduard Erdmann und Karl Hermann Pillney; unter den Geigern Georg Kulenkampff, Henri Marteau und Wilhelm Stross; unter den Cellisten Gaspar Cassadó, Paul Grümmer und wiederholt der aus Solingen gebürtige Ludwig Hoelscher, der auch in den folgenden Jahrzehnten immer wieder als Solist in seine Heimatstadt zurückkehrte. Daneben waren Gesangssolisten wie Erna Berger, Karl Erb oder Rudolf Bockelmann zu hören. Gastdirigenten waren u. a. Karl Elmendorff und Hermann Abendroth, der japanische Graf Konoe Hidemaro, der Italiener Bernardino Molinari, der rumänische Dirigent Ionel Perlea oder der Komponist Hans Pfitzner, der auch wiederholt auf Schloss Burg an der Wupper auftrat – damals ein regionales Zentrum der Musikpflege. Erstaunlich hoch ist schon in den 1920er und 1930er Jahren der Anteil zeitgenössischer Musik in den Konzertprogrammen. Auf dem Opernspielplan standen neben Bühnenwerken von Richard Wagner und Richard Strauss auch Hans Pfitzners letzte Oper Das Herz, Wilhelm Kempffs Oper Familie Gozzi oder Jenůfa von Leoš Janáček auf den Spielplänen.

### 1945–1960

Das Städt. Orchester Solingen in der zweiten Hälfte der 1940er Jahre

Nachdem Werner Saam 1944 zum Kriegsdienst eingezogen worden war, übernahm nach Kriegsende Otto Siegl und 1946 der Kapellmeister Hanns Reinartz für fünf Jahre die Leitung des Städtischen Orchesters Solingen. Werner Saam, der stets eine besondere Neigung zur Chordirektion hatte, wurde nach seiner Heimkehr aus der Kriegsgefangenschaft zunächst Städtischer Chordirektor und übernahm 1951, nach Auslaufen des Vertrages mit Hanns Reinartz, wieder sein altes Amt als Städtischer Musikdirektor. Horst-Tanu Margraf hatte Remscheid 1944 verlassen, als er an die Oper in Lemberg verpflichtet wurde; für ihn sprang der Kapellmeister Felix Raabe als interimistischer Chefdirigent ein, gefolgt von den Kollegen Carl-Robert Vohwinkel und Bruno Frings. 1947 konnte mit Helmut Schaefer ein neuer Musikdirektor gewonnen werden. Die Klangkörper beider Städte waren einstweilen selbständig, bis im Jahre 1949, nach der Währungsreform, eine erneute Fusion der beiden Städtischen Orchester notwendig erschien. Da das Orchester die Doppelbelastung, in Solingen, wo nach dem Krieg und bis Mitte der 50er Jahre ein eigenes Musiktheater gehalten wurde, Opern- und Operettenproduktionen zu betreuen und außerdem in beiden Städten Sinfoniekonzerte zu geben, nicht mehr leisten konnte, hielt diese erneute Orchesterehe jedoch nur bis 1950. Allerdings wurde in den 50er Jahren eine enge Zusammenarbeit der beiden Städtischen Orchester vereinbart, die eine gegenseitige Verstärkung bei größer besetzten Werken vorsah, in den 70er Jahren noch erweitert wurde und bis zur Vereinigung der beiden Orchester im Jahr 1995 hielt.

Das Städt. Orchester Solingen um 1950 herum

Als Helmut Schaefer 1952 einen Ruf an die Musikhochschule in Ankara erhielt, gewann Remscheid mit dem jungen, 1922 in Innsbruck geborenen Otmar Suitner den wohl prominentesten Chefdirigenten seiner Orchestergeschichte. Der Schüler von Clemens Krauss blieb fünf Jahre in Remscheid, wechselte 1957 nach Ludwigshafen und machte später als Chefdirigent der Sächsischen Staatskapelle Dresden und Generalmusikdirektor der Staatsoper Berlin eine bedeutende Karriere. Bevor sich 1958 mit dem Musikwissenschaftler und Dirigenten Siegfried Goslich ein geeigneter Nachfolger fand, der neben Symphonien von Anton Bruckner besonders der Zeitgenössischen Musik breiten Raum in den Konzerten gab, übernahm für ein Jahr der erfahrene Kapellmeister Helmut Fellmer interimistisch die Leitung des Orchesters. In den 50er und frühen 60er Jahren standen auch so bedeutende Persönlichkeiten wie Paul Hindemith oder Heinz Tietjen am Pult des Remscheider Orchesters. Siegfried Goslich, der von Radio Bremen nach Remscheid gekommen war, übernahm schon nach drei Jahren, 1961, die Leitung der Hauptabteilung Musik beim Bayerischen Rundfunk und kehrte dem Bergischen Land wieder den Rücken.

### 1960–1995
In Solingen starb im Jahr zuvor, 1960, Werner Saam, der dem Städtischen Orchester über drei Jahrzehnte seinen Stempel aufgedrückt hatte, am 12. Januar während eines Sinfoniekonzerts am Dirigentenpult: kurz nach dem Beginn des dritten Klavierkonzerts von Sergei Rachmaninow mit dem Pianisten Shura Cherkassky. Bis 1962 übernahm Eduard Martini, Dozent am Konservatorium Wuppertal, die Leitung des Orchesters. Dann fand sich mit Walter B. Tuebben ein langfristiger Nachfolger als Musikdirektor. Tuebben behielt die Geschicke des Städtischen Orchesters Solingen über ein Jahrzehnt lang, bis 1973, in seinen Händen. Unter seiner Leitung konnte die Besetzung des Orchesters vergrößert werden, ab 1966 durfte Tuebben den Titel Generalmusikdirektor führen.
In Remscheid fand sich 1961 für den scheidenden Siegfried Goslich ein Nachfolger in dem jungen Dirigenten Thomas Ungar, der nach fünf Jahren, 1966, als Generalmusikdirektor nach Regensburg wechselte und später Professor an der Musikhochschule Stuttgart wurde. Sein Nachfolger als Städtischer Musikdirektor wurde noch im selben Jahr Alexander Rumpf, ein Schüler von Herbert von Karajan. Im Laufe seines fast 14-jährigen Wirkens in Remscheid wurde er – wie in Solingen Walter B. Tuebben – zum Generalmusikdirektor ernannt. Auch das Städtische Orchester konnte unter seiner Leitung vergrößert und in die Tarifgruppe B gehoben werden. Kein Chefdirigent hat das Remscheider Orchester so lange geleitet wie Alexander Rumpf. Allerdings waren seine letzten Lebensjahre überschattet von seiner schweren Krankheit, der er im Dezember 1980 erlegen ist.
Schon in den Jahren zuvor mussten wiederholt Gastdirigenten für den erkrankten Generalmusikdirektor einspringen, was einer kontinuierlichen Entwicklung des Orchesters nicht förderlich war. Unter den dirigierenden Gästen war auch Christoph Stepp, ein Schüler von Hermann Zilcher und Gründer des Münchener Kammerorchesters, der 1978 die Leitung der Staatsphilharmonie Rheinland-Pfalz in Ludwigshafen abgegeben hatte (wo er 1960 Nachfolger von Otmar Suitner geworden war). Stepp übernahm im Sommer 1980 interimistisch die Leitung des Städtischen Orchesters Remscheid und wurde nach dem Tod von Alexander Rumpf auch zu dessen Nachfolger ernannt. Nach mehreren Jahren, in denen das Orchester vorwiegend von Gästen am Pult geleitet wurde, gelang es ihm in den folgenden Jahren, den Klangkörper wieder musikalisch zu konsolidieren.
In Solingen trat 1973 Lothar Zagrosek die Nachfolge von Walter B. Tuebben an und führte das Orchester künstlerisch zu neuen Ufern – auch zunehmend zu Neuer Musik. Was Otmar Suitner für Remscheid gewesen war, das wurde der ehemalige Regensburger Domspatz Zagrosek für Solingen: ein nachmaliger Pultstar von Rang, der sich im Bergischen Land seine ersten Sporen als Chefdirigent verdient hat. Schon nach vier Jahren, 1977, verließ Zagrosek die Klingenstadt wieder und wurde Generalmusikdirektor der Niederrheinischen Sinfoniker Krefeld-Mönchengladbach; später wurde er Chefdirigent des Radio-Symphonieorchesters Wien, der Staatsoper Stuttgart und des Konzerthausorchesters Berlin. Während seiner Solinger Zeit, 1974, wurde die auf das Jahr 1952 zurückgehende Kooperationsvereinbarung zwischen den Städtischen Orchestern von Remscheid und Solingen erneuert, die eine gegenseitige Verstärkung der beiden Klangkörper bei ihren Auftritten vorsah, so dass auch Werke mit größeren Besetzungen aufgeführt werden konnten. Seit 1977 gastierten beide Orchester auch mit je einem Konzertprogramm unter Leitung ihres Chefdirigenten im Rahmen der Abonnementskonzerte der jeweils anderen Stadt.
1977 trat die Schweizerin Sylvia Caduff die Nachfolge von Lothar Zagrosek an. Die Preisträgerin des Dimitri-Mitropoulos-Wettbewerbs 1966 in New York war somit nicht nur die erste Frau, die ein Konzert des Berliner Philharmonischen Orchesters dirigierte, sondern wurde in Solingen auch zur ersten Generalmusikdirektorin Deutschlands. In ihre Amtszeit fallen die beginnenden finanziellen Schwierigkeiten der beiden Kommunen und Vorstöße, die Orchester von Remscheid und Solingen zu fusionieren, um die kommunalen Haushalte zu entlasten. Damals regte sich in der Bürgerschaft beider Städte jedoch reger Widerstand gegen diese Pläne, der in Solingen und Remscheid 1982 zur Gründung eines Fördervereins für das jeweilige städtische Orchester führte. Dank der Unterstützung aus der Bürgerschaft – in Remscheid traten den Freunden des Orchesters der Stadt binnen weniger Monate über 1500 Mitglieder bei – und deren finanzieller Förderung konnten beide Orchester in den 80er Jahren zunächst ihre Selbständigkeit bewahren.
Das Städtische Orchester Solingen bekam 1985 mit dem vormaligen Generalmusikdirektor von Heidelberg, Christian Süss, einen neuen Chefdirigenten. Der ehemalige Thomaner Süss war Chorpräfekt des Leipziger Thomanerchors und Assistent des Thomaskantors Günther Ramin gewesen. Zum 50-jährigen Bestehen des Orchesters im Jahr 1989 beschloss der Rat der Stadt, den Klangkörper in „Symphonieorchester der Stadt Solingen“ umzubenennen. Unter Süss' Remscheider Kollegen Christoph Stepp erfolgte schon 1985 die Umbenennung des Städtischen Orchesters Remscheid in „Remscheider Symphoniker“. Stepp trat 1989, zusätzlich zu seinen Remscheider Verpflichtungen, die Nachfolge von Kurt Graunke als Leiter des Symphonie-Orchesters Graunke in München an, das sich unter seiner Leitung in Münchner Symphoniker umbenannte. Bis zum Auslaufen seines Remscheider Vertrages im Jahr 1991 pendelte er für zwei Jahre zwischen dem Bergischen Land und München.
1991 wurde dann mit dem gebürtigen Münchner Reinhard Seifried ein geeigneter Nachfolger für Stepp gefunden, unter dessen dynamischer Leitung das Orchester in kürzester Zeit einen rasanten Aufschwung nahm. Nach dem Umbau der Hauptspielstätte des Orchesters, des 1954 eröffneten Theaters der Stadt Remscheid, und einer Reduzierung der Sitzplätze, mussten die mittwochs stattfindenden Philharmonischen Konzerte zeitweilig donnerstags wiederholt werden, um allen Interessenten einen Besuch zu ermöglichen. Unter Seifried, der bei Jan Koetsier, Kurt Eichhorn und Franco Ferrara studiert hatte und Assistent von Rudolf Kempe, Rafael Kubelik und Leonard Bernstein gewesen war, wurde auch die Reihe der Konzerteinführungen vor allen Philharmonischen Konzerten in Remscheid begründet, die seit der Vereinigung beider Orchester 1995 auch in Solingen stattfinden und in ununterbrochener Folge bis heute stattfinden.
1993 zog Reinhard Seifried allerdings einen Ruf aus Oldenburg vor, wo ihm neben dem Konzertbetrieb auch ein festes Opernensemble in Aussicht stand. Angesichts erneuter politischer Diskussionen um die Finanzierung und die weitere Existenz des Orchesters in Remscheid erschien sein Angebot, die Remscheider Symphoniker zunächst parallel zu seinem neuen Engagement in Oldenburg weiter zu leiten, nicht opportun. Das Orchester brauchte einen künstlerischen Leiter, der sich mit ganzer Kraft für den Klangkörper einsetzen konnte. So übernahm der Dirigent Klaus Eckhard Schneider, Schüler von Sergiu Celibidache und Dozent an der Musikhochschule München, 1993 in schwieriger Zeit die Leitung der Remscheider Symphoniker, wurde deren letzter Generalmusikdirektor und zugleich – auf Remscheider Seite – der erste Chefdirigent der 1995 fusionierten Bergischen Symphoniker. Sein Pendant auf Solinger Seite war bis 1998 Christian Süss.

### Seit 1995
In den 1990er Jahren kam es aufgrund der sich verschlechternden Finanzlage der Kommunen in beiden Städten erneut zu Diskussionen über die Finanzierbarkeit und die Zukunft der beiden städtischen Orchester. Eine Fusion der Klangkörper beider Städte schien die vernünftigste Lösung, um beiden Städten den Erhalt eines Orchesters langfristig sicherzustellen und zugleich die beiden kommunalen Haushalte erheblich zu entlasten. Unter der Federführung der beiden Oberbürgermeister Reinhard Ulbrich (Remscheid) und Gerd Kaimer (Solingen) beschlossen die Räte beider Städte die Vereinigung der beiden Klangkörper zu einem Orchester der Tarifgruppe B in der Rechtsform einer Gesellschaft mit beschränkter Haftung, deren Gesellschafter zu gleichen Teilen die beiden Städte wurden. Am 1. September 1995 trat die Fusion in Kraft. Sitz der Geschäftsstelle wurde Solingen. Durch die Vertragslaufzeiten der beiden städtischen Generalmusikdirektoren Schneider und Süss hatte das fusionierte Orchester zunächst drei Jahre lang, bis 1998, zwei Chefdirigenten, die sich während dieser Zeit die Leitung der Philharmonischen Konzerte paritätisch teilten.
Als Glücksgriff für das Zusammenwachsen beider Orchester erwies sich 1998 die Verpflichtung der gebürtigen Dresdnerin Romely Pfund als neue Generalmusikdirektorin von Remscheid und Solingen. Die vormalige Chefdirigentin der Neubrandenburger Philharmonie war somit nicht nur die zweite weibliche Generalmusikdirektorin Solingens nach Sylvia Caduff, sondern auch die erste alleinige Chefdirigentin der vereinigten Bergischen Symphoniker. In den elf Spielzeiten, in denen sie die Bergischen Symphoniker bis 2009 geleitet hat, gelang es ihr, die Musiker aus beiden Orchestern zu einer neuen Einheit zu verschmelzen. Für ihre Verdienste wurde sie 2003 in Solingen mit dem Kulturpreis der Bürgerstiftung Baden geehrt. In ihre Amtszeit fallen verschiedene Uraufführungen und die Einführung je zweier „Sinfonikplus“-Konzerte im Rahmen der zehn Philharmonischen Konzerte, die das Orchester pro Spielzeit gibt; in diesen besonderen Programmen wagte das Orchester Grenzgänge über das Terrain der klassischen Musik hinaus. Außerdem gelang es während ihrer Amtszeit, das Orchester durch Gastspiele in anderen Städten Nordrhein-Westfalens, u. a. in Köln und Düsseldorf, Essen und Dortmund, und für CD-Aufnahmen zu vermarkten, so dass die Zuschüsse beider Trägerstädte um namhafte Beträge verringert werden konnten.
Als Romely Pfund mit dem Ende der Spielzeit 2008/09 als Operndirektorin und Chefdirigentin an das Landestheater Mecklenburg wechselte und die Leitung der Bergischen Symphoniker an den Bielefelder Generalmusikdirektor Peter Kuhn abgab, hinterließ sie ihrem Nachfolger ein bestens bestelltes Haus. Dem gebürtigen Karlsruher Kuhn gelang es in den folgenden Jahren, das künstlerische Niveau des Orchesters noch weiter anzuheben und mit attraktiven Konzertprogrammen neue Hörer für das Orchester zu gewinnen. Einen besonderen Akzent setzte Kuhn mit Ausgrabungen selten gespielter Komponisten des späten 19. und frühen 20. Jahrhunderts wie George Enescu, Ernst von Dohnányi oder Giuseppe Martucci.
Trotz der erfolgreichen Arbeit und eines Einsparvolumens von rund zwölf Millionen € seit der Fusion, die Romely Pfund im Konzertalmanach ihrer letzten Spielzeit 2008/09 beziffern konnte, wurden in ihren letzten Amtsjahren im Rat der Stadt Remscheid erneut Stimmen laut, die die Finanzierbarkeit des Orchesters für die Stadt grundsätzlich in Frage stellten. In den folgenden Jahren wurden in Rat und Verwaltung der Stadt eine Zusammenlegung der Bergischen Symphoniker mit dem Sinfonieorchester Wuppertal und sogar ein einseitiger Ausstieg der Stadt Remscheid aus der Orchester-GmbH erwogen. Dagegen gab es heftigen Widerstand, nicht nur in Solingen, sondern auch aus der Remscheider Bürgerschaft und dem, nach der Fusion in „Remscheider Orchesterfreunde e. V.“ umbenannten Förderverein des Orchesters. Nach langem politischem Ringen und zähen Verhandlungen zwischen den beiden Städten gelang es zum Ende der Spielzeit 2012/2013, die Existenz der Bergischen Symphoniker in Trägerschaft beider Städte auch politisch langfristig zu sichern und deren Haushalte noch weiter zu entlasten. Für beide Städte bedeutet das mittelfristig Einsparungen in Höhe von rund 500.000 € pro Jahr. Dazu trugen vor allem die Musiker selbst bei, die im Rahmen eines Haustarifvertrags für zehn Jahre auf ihr 13. Monatsgehalt verzichten. Durch einen sozialverträglichen Abbau der bis jetzt 71 Planstellen auf 66 Musiker sollen zudem die Personalkosten dauerhaft reduziert werden, ohne die Einstufung des Orchesters in Tarifgruppe B oder die Spielbarkeit größer besetzter Werke in Frage zu stellen. Künftig sollen Musiker neben ihren Orchesterdiensten nach Möglichkeit auch in den städtischen Musikschulen unterrichten.
Umgekehrt verpflichteten sich die Städte, einen einseitigen Ausstieg aus der Orchester-GmbH frühestens nach Ablauf von zehn Jahren in Betracht zu ziehen. Bei einer Kündigungsfrist von fünf Jahren bedeutet das eine Existenzsicherung bis mindestens ins Jahr 2029. Auch die Fördervereine in beiden Städten haben die Vereinbarung ermöglicht, indem sie die Finanzierung des Orchesters in noch größerem Umfang als bisher mittragen. Die Remscheider Orchesterfreunde haben ein Patenschaftsmodell entwickelt, in dessen Rahmen Musikfreunde einzeln oder in Gruppen über mehrere Jahre eine Patenschaft für einen Musiker übernehmen und dessen Gehalt mitfinanzieren können. Aus Solingen kam die Idee einer Stiftungsgründung, die in Vorbereitung ist. Das Kapital der zu entstehenden Stiftung soll zu je einem Viertel aus Mitteln der Stadtsparkassen beider Kommunen sowie der beiden Fördervereine gebildet werden; Zustiftungen sind möglich und erwünscht. Aus den Erträgen des Stiftungskapitals soll die Stiftung dauerhaft zur Finanzierung des Orchesters beitragen und entsprechend auch Anteile an der Orchester-GmbH übernehmen. Außerdem wurde der Vertrag von Generalmusikdirektor Peter Kuhn im Sommer 2013 um vier Jahre verlängert, so dass auch eine künstlerische Kontinuität für die nächsten Jahre gesichert ist.

## Chefdirigenten und Städtische (General-)Musikdirektoren
Remscheid
- 1925–1934: Felix Oberborbeck (MD) (1900–1975)
- 1935–1944: Horst-Tanu Margraf (MD) (1903–1978)
- interimistisch: Felix Raabe (1900–1996)
- interimistisch: Carl-Robert Vohwinkel (* 1903, †)
- interimistisch: Bruno Frings (* 1913, †)
- 1947–1952: Helmut Schaefer (MD)
- 1952–1957: Otmar Suitner (MD) (1922–2010)
- 1957–1958 interimistisch: Helmut Fellmer (1908–1977)
- 1958–1961: Siegfried Goslich (MD) (1911–1990)
- 1961–1966: Thomas Ungar (MD) (* 1931)
- 1966–1980: Alexander Rumpf (GMD) (1928–1980)
- 1981–1991: Christoph Stepp (GMD) (1927–2014)
- 1991–1993: Reinhard Seifried (GMD)
- 1993–1998: Klaus Eckhard Schneider (GMD)

Solingen
- 1929–1944: Werner Saam (MD) (1900–1960)
- 1945 interimistisch: Otto Siegl (1896–1978)
- 1946–1951: Hanns Reinartz (MD) (1911–1988)
- 1951–1960: Werner Saam (MD) (1900–1960)
- 1960–1962 interimistisch: Eduard Martini (1904–1982)
- 1962–1973: Walter B. Tuebben (GMD) (1908–1999)
- 1973–1977: Lothar Zagrosek (GMD) (* 1942)
- 1977–1985: Sylvia Caduff (GMD) (* 1937)
- 1985–1998: Christian Süss (GMD) (1937–2018)

Bergische Symphoniker
- 1998–2009: Romely Pfund (GMD) (* 1955)
- 2009–2019: Peter Kuhn (GMD) (* 1964)
- seit 2019-0: Daniel Huppert (GMD) (* 1980)

## Musikalisches Wirken

### Philharmonische Konzerte
Im Zentrum des musikalischen Wirkens der Bergischen Symphoniker stehen zehn Philharmonische Konzerte pro Spielzeit, die jeweils im Teo Otto Theater der Stadt Remscheid (ursprünglicher Name: Theater der Stadt Remscheid, Einweihung: 1954) und im Konzertsaal des Theaters und Konzerthauses Solingen (Eröffnung: 1963) stattfinden. Bei diesen Gelegenheiten präsentiert sich das Orchester oft mit international renommierten Solisten, etwa den Pianisten Rudolf Buchbinder, Bernd Glemser, Peter Rösel oder Lars Vogt, den Geigern Christian Tetzlaff oder Frank Peter Zimmermann oder der Klarinettistin Sabine Meyer. Die Konzerte werden entweder vom amtierenden Generalmusikdirektor oder von einem Gastdirigenten geleitet, zum Beispiel von Wolf-Dieter Hauschild oder Werner Ehrhardt, mit dem das Orchester Erfahrungen auf dem Feld der historisch informierten Aufführungspraxis sammelte.

### Musiktheater
Auch ohne dass die beiden Städte ein eigenes Musiktheater-Ensemble unterhalten, gehören Oper und Operette, Musical und Ballett zu den zentralen Tätigkeitsfeldern der Bergischen Symphoniker. Bei den traditionsreichen, auf die Jahre um 1960 zurückgehenden Eigeninszenierungen des Theaters Solingen, meist unter Leitung von Siegfried Grote (1930–2018), aber auch bei Gastspielen von Bühnen benachbarter Städte oder von Tourneetheatern in den beiden Städten, sitzen in der Regel die Bergischen Symphoniker im Orchestergraben.

### Sonderkonzerte
Das Orchester gibt neben seinen Abonnementskonzerten auch eine Reihe von Sonderkonzerten, etwa zum Tag der Deutschen Einheit, zu Weihnachten und Silvester, in Kirchen und an Karneval. Eine jahrzehntelange Tradition haben die Burgserenaden der Bergischen Symphoniker im Rittersaal auf Schloss Burg an der Wupper. Mit seinen Stadtteilkonzerten geht das Orchester auch aus den Stadtzentren hinaus in die verschiedenen Ortsteile von Remscheid und Solingen. Seit Jahren stellen die Bergischen Symphoniker in ihren Konzerten auch Sieger des Bundeswettbewerbs „Jugend musiziert“ vor, ebenso wie beim traditionellen „Marler Debüt“, dem ältesten Preisträgerkonzert des Bundeswettbewerbs „Jugend musiziert“. Dann stehen in der Regel Nachwuchsdirigenten aus dem Dirigentenforum des Deutschen Musikrates am Pult des Orchesters, mit dem die Bergischen Symphoniker ebenfalls eine langjährige Partnerschaft pflegen.

### Familien-, Kinder-, Jugend- und Seniorenkonzerte
Die Bergischen Symphoniker verstehen sich als Orchester für alle Bürger der beiden Städte, nicht nur für die regelmäßigen Besucher und Abonnenten ihrer Konzertreihen. Deshalb bietet das Orchester besondere Konzerte für Familien, Kinder und Jugendliche an. Jahrzehntelange Tradition haben etwa die „Wandelkonzerte“ im Theater und Konzerthaus Solingen und die Schulkonzerte in Remscheid, die durch Besuche von Musikern der verschiedenen Orchestergruppen in den allgemeinbildenden Schulen vorbereitet werden. In deren Rahmen werden den Schülern die entsprechenden Instrumente vorgestellt. Dieses „Remscheider Modell“ findet seit über einem halben Jahrhundert über die Region hinaus Beachtung und Anerkennung. Durch Auftritte in Seniorenheimen und Kliniken erreicht das Orchester auch Menschen, denen ein Konzertbesuch aus gesundheitlichen Gründen nicht mehr möglich ist.

### Kammermusik
Schon seit der Gründung der Orchester in Remscheid und Solingen haben sich aus beiden Klangkörpern heraus verschiedene Kammermusikformationen gebildet, die sich seit der Fusion im Jahre 1995 auch aus dem vereinigten Personal der Bergischen Symphoniker rekrutieren. Sie präsentieren sich in beiden Städten in regelmäßigen Kammerkonzertreihen.

### Gastspiele
Zu seiner Finanzierung und zur Entlastung der städtischen Haushalte trägt das Orchester auch selbst wesentlich bei, in dem es Gastspiele in verschiedenen Städten Nordrhein-Westfalens und darüber hinaus gibt. Eine jahrelange Tradition hat die Mitwirkung der Bergischen Symphoniker beim alljährlichen „Divertissementchen“ der „Cäcilia Wolkenburg“, der Bühnengemeinschaft des Kölner Männergesangvereins, im Opernhaus der Domstadt.

## Auszeichnungen
Für ihr Konzertprogramm in der Spielzeit 2001/02 erhielten die Bergischen Symphoniker den Preis des Deutschen Musikverleger-Verbandes.

## Aufnahmen
Vitezslav Novak: Orchesterwerke. Bergische Symphoniker, Leitung: Romely Pfund. CD: Musikproduktion Dabringhaus und Grimm MDG 6011159-2
Siegfried Wagner: „Der Heidenkönig“. Bergische Symphoniker, Leitung: Hiroshi Kodama. 2 CDs: Marco Polo 8.225301-03
Darüber hinaus sind Konzerte der Bergischen Symphoniker im Rahmen der Städtekonzerte aus Nordrhein-Westfalen auch regelmäßig im Kulturradio WDR 3 zu hören.

## Freunde und Förderer
Im Jahre 1982 konstituierten sich in Solingen wie in Remscheid zwei Fördervereine zur ideellen und materiellen Unterstützung der beiden städtischen Orchester: In Solingen übernahm Hans-Dietrich Saam, der Sohn des 1960 verstorbenen ersten Städtischen Musikdirektors Werner Saam, den Gründungsvorsitz des Vereins, in Remscheid gründete der Unternehmer Walter Spelsberg die Freunde des Orchesters der Stadt Remscheid, denen er über ein Vierteljahrhundert lang vorstand. Im Jahr 2009 übernahm Harald Lux den Vorsitz des Vereins, der sich seit der Fusion „Remscheider Orchesterfreunde e. V.“ nennt. In Solingen trägt der Förderverein heute den Namen „Solinger Freundeskreis der Bergischen Symphoniker e. V.“; Vorsitzender ist dort Reiner Daams.

## Orchesterakademie
Seit 1999 betreiben die Bergischen Symphoniker eine eigene Orchesterakademie zur Förderung hochbegabter Nachwuchsmusiker. In jeweils einjährigen Praktika können besonders talentierte Absolventen und Studenten von Musikhochschulen Erfahrungen in der Arbeit eines professionellen Symphonieorchesters sammeln. Einmalig in Deutschland ist das von der Akademie ebenfalls jährlich vergebene Stipendium für eine Nachwuchsdirigentin.

## Chor der Bergischen Symphoniker
Bei der Aufführung von Chor-Orchesterwerken arbeiteten die Orchester der beiden Städte seit ihrer Gründung vor allem mit den beiden Städtischen Chören in Remscheid und Solingen zusammen, die seit der Fusion meist gemeinsam und in beiden Städten auftraten; gelegentlich wurden und werden sie verstärkt durch weitere Chöre aus den beiden Städten. 2011 folgten die beiden Städtischen Chöre dem Beispiel des Orchesters und schlossen sich zum „Chor der Bergischen Symphoniker“ zusammen. Gleichzeitig übernahm der Solinger Musikschulleiter Ulrich Eick-Kerssenbrock (1967–2017) die Einstudierung des Chores.